# Critics' Choice Award al miglior film commedia
Il Critics' Choice Award al miglior film commedia (Critics' Choice Movie Award for Best Comedy) è un premio cinematografico assegnato annualmente dal 2006, nel corso dei Critics' Choice Awards (in precedenza noti anche come Critics' Choice Movie Awards).

## Vincitori e candidati
I vincitori sono indicati in grassetto.

### Anni 2000
- 2006
  - 40 anni vergine (The 40 Year-Old Virgin), regia di Judd Apatow
  - 2 single a nozze - Wedding Crashers (Wedding Crashers), regia di David Dobkin
  - Kiss Kiss Bang Bang, regia di Shane Black
  - Lady Henderson presenta (Mrs Henderson Presents), regia di Stephen Frears
  - The Producers - Una gaia commedia neonazista (The Producers), regia di Mel Brooks
- 2007
  - Borat - Studio culturale sull'America a beneficio della gloriosa nazione del Kazakistan (Borat: Cultural Learnings of America for Make Benefit Glorious Nation of Kazakhstan), regia di Larry Charles
  - Il diavolo veste Prada (The Devil Wears Prada), regia di David Frankel
  - For Your Consideration, regia di Christopher Guest
  - Little Miss Sunshine, regia di Jonathan Dayton e Valerie Faris
  - Thank You for Smoking, regia di Jason Reitman
- 2008
  - Juno, regia di Jason Reitman
  - L'amore secondo Dan (Dan in Real Life), regia di Peter Hedges
  - Hairspray - Grasso è bello (Hairspray), regia di Adam Shankman
  - Molto incinta (Knocked Up), regia di Judd Apatow
  - Suxbad - Tre menti sopra il pelo (Superbad), regia di Greg Mottola
- 2009
  - Tropic Thunder, regia di Ben Stiller
  - Burn After Reading - A prova di spia (Burn After Reading), regia di Joel ed Ethan Coen
  - Non mi scaricare (Forgetting Sarah Marshall), regia di Nicholas Stoller
  - Role Models, regia di David Wain
  - Vicky Cristina Barcelona, regia di Woody Allen
- 2010
  - Una notte da leoni (The Hangover), regia di Todd Phillips
  - (500) giorni insieme ((500) Days of Summer), regia di Marc Webb
  - È complicato (It's Complicated), regia di Nancy Meyers
  - Ricatto d'amore (The Proposal), regia di Anne Fletcher
  - Benvenuti a Zombieland (Zombieland), regia di Ruben Fleischer

### Anni 2010
- 2011
  - Easy Girl (Easy A), regia di Will Gluck
  - Colpo di fulmine - Il mago della truffa (I Love You Phillip Morris), regia di Glenn Ficarra e John Requa
  - Cyrus, regia di Jay e Mark Duplass
  - In viaggio con una rock star (Get Him to the Greek), regia di Nicholas Stoller
  - Notte folle a Manhattan (Date Night), regia di Shawn Levy
  - I poliziotti di riserva (The Other Guys), regia di Adam McKay
- 2012
  - Le amiche della sposa (Bridesmaids), regia di Paul Feig
  - Crazy, Stupid, Love, regia di Glenn Ficarra e John Requa
  - Come ammazzare il capo... e vivere felici (Horrible Bosses), regia di Seth Gordon
  - Midnight in Paris, regia di Woody Allen
  - I Muppet (The Muppets), regia di James Bobin
- 2013
  - Il lato positivo - Silver Linings Playbook (Silver Linings Playbook), regia di David O. Russell
  - 21 Jump Street, regia di Phil Lord e Chris Miller
  - Bernie, regia di Richard Linklater
  - Ted, regia di Seth MacFarlane
  - Questi sono i 40 (This Is 40), regia di Judd Apatow
- 2014
  - American Hustle - L'apparenza inganna (American Hustle), regia di David O. Russell
  - Non dico altro (Enough Said), regia di Nicole Holofcener
  - Corpi da reato (The Heat), regia di Paul Feig
  - Facciamola finita (This Is the End), regia di Evan Goldberg e Seth Rogen
  - C'era una volta un'estate (The Way, Way Back), regia di Nat Faxon e Jim Rash
  - La fine del mondo (The World's End), regia di Edgar Wright
- 2015
  - Grand Budapest Hotel (The Grand Budapest Hotel), regia di Wes Anderson
  - 22 Jump Street, regia di Phil Lord e Chris Miller
  - Birdman, regia di Alejandro González Iñárritu
  - St. Vincent, regia di Theodore Melfi
  - Top Five, regia di Chris Rock
- 2016 (Gennaio)
  - La grande scommessa (The Big Short), regia di Adam McKay
  - Un disastro di ragazza (Trainwreck), regia di Judd Apatow
  - Inside Out, regia di Pete Docter
  - Joy, regia di David O. Russell
  - Le sorelle perfette (Sisters), regia di Jason Moore
  - Spy, regia di Paul Feig
- 2016 (Dicembre)
  - Deadpool, regia di Tim Miller
  - Una spia e mezzo (Central Intelligence), regia di Rawson Marshall Thurber
  - Don't Think Twice, regia di Mike Birbiglia
  - 17 anni (e come uscirne vivi) (The Edge of Seventeen), regia di Kelly Fremon Craig
  - Ave, Cesare! (Hail, Caesar!), regia di Joel ed Ethan Coen
  - The Nice Guys, regia di Shane Black
- 2018
  - The Big Sick - Il matrimonio si può evitare... l'amore no (The Big Sick), regia di Michael Showalter
  - The Disaster Artist, regia di James Franco
  - Il viaggio delle ragazze (Girls Trip), regia di Malcolm D. Lee
  - Tonya (I, Tonya), regia di Craig Gillespie
  - Lady Bird, regia di Greta Gerwig
- 2019
  - Crazy & Rich (Crazy Rich Asians), regia di Jon M. Chu
  - Deadpool 2, regia di David Leitch
  - Morto Stalin, se ne fa un altro (The Death of Stalin), regia di Armando Iannucci
  - La favorita (The Favourite), regia di Yorgos Lanthimos
  - Game Night - Indovina chi muore stasera? (Game Night), regia di John Francis Daley e Jonathan M. Goldstein
  - Sorry to Bother You, regia di Boots Riley

### Anni 2020
- 2020
  - Dolemite Is My Name, regia di Craig Brewer
  - Cena con delitto - Knives Out (Knives Out), regia di Rian Johnson
  - The Farewell - Una bugia buona (The Farewell), regia di Lulu Wang
  - Jojo Rabbit, regia di Taika Waititi
  - La rivincita delle sfigate (Booksmart), regia di Olivia Wilde
- 2021
  - Palm Springs - Vivi come se non ci fosse un domani (Palm Springs), regia di Max Barbakow
  - Borat - Seguito di film cinema (Borat Subsequent Moviefilm: Delivery of Prodigious Bribe to American Regime for Make Benefit Once Glorious Nation of Kazakhstan), regia di Jason Woliner
  - The Forty-Year-Old Version, regia di Radha Blank
  - Il re di Staten Island (The King of Staten Island), regia di Judd Apatow
  - On the Rocks, regia di Sofia Coppola
  - The Prom, regia di Ryan Murphy
- 2022
  - Licorice Pizza, regia di Paul Thomas Anderson
  - Barb and Star Go to Vista Del Mar, regia di Josh Greenbaum
  - Don't Look Up, regia di Adam McKay
  - Free Guy - Eroe per gioco (Free Guy), regia di Shawn Levy
  - The French Dispatch of the Liberty, Kansas Evening Sun, regia di Wes Anderson
- 2023
  - Glass Onion - Knives Out (Glass Onion: A Knives Out Mystery), regia di Rian Johnson
  - Gli spiriti dell'isola (The Banshees of Inisherin), regia di Martin McDonagh
  - Everything Everywhere All at Once, regia di Daniel Kwan e Daniel Scheinert
  - Triangle of Sadness, regia di Ruben Östlund
  - Il talento di Mr. C (The Unbearable Weight of Massive Talent), regia di Tom Gormican
- 2024[1][2]
  - Barbie, regia di Greta Gerwig
  - American Fiction, regia di Cord Jefferson
  - Bottoms, regia di Emma Seligman
  - The Holdovers - Lezioni di vita (The Holdovers), regia di Alexander Payne
  - Fidanzata in affitto (No Hard Feelings), regia di Gene Stupnitsky
  - Povere creature! (Poor Things), regia di Yorgos Lanthimos

- 2025[3][4]
  - Deadpool & Wolverine, regia di Shawn Levy ex aequo
  - A Real Pain, regia di Jesse Eisenberg ex aequo
  - Hit Man - Killer per caso (Hit Man), regia di Richard Linklater
  - My Old Ass, regia di Megan Park
  - Saturday Night, regia di Jason Reitman
  - Thelma, regia di Josh Margolin